# Гуляйгородок (Баштанський район)
Гуля́йгородо́к —  село в Україні, у Горохівській сільській громаді Баштанського району Миколаївської області. Населення становить 209 осіб.

## Населення

### Мова
Розподіл населення за рідною мовою за даними перепису 2001 року:
| Мова       | Кількість | Відсоток |
| ---------- | --------- | -------- |
| українська | 208       | 99.52%   |
| російська  | 1         | 0.48%    |
| Усього     | 209       | 100%     |